# Johannes Mejer (Kartograf)

Johannes Mejer

Johannes Mejer (* 1606 in Husum; † 1674) war ein Mathematiker und Kartograf.

## Leben

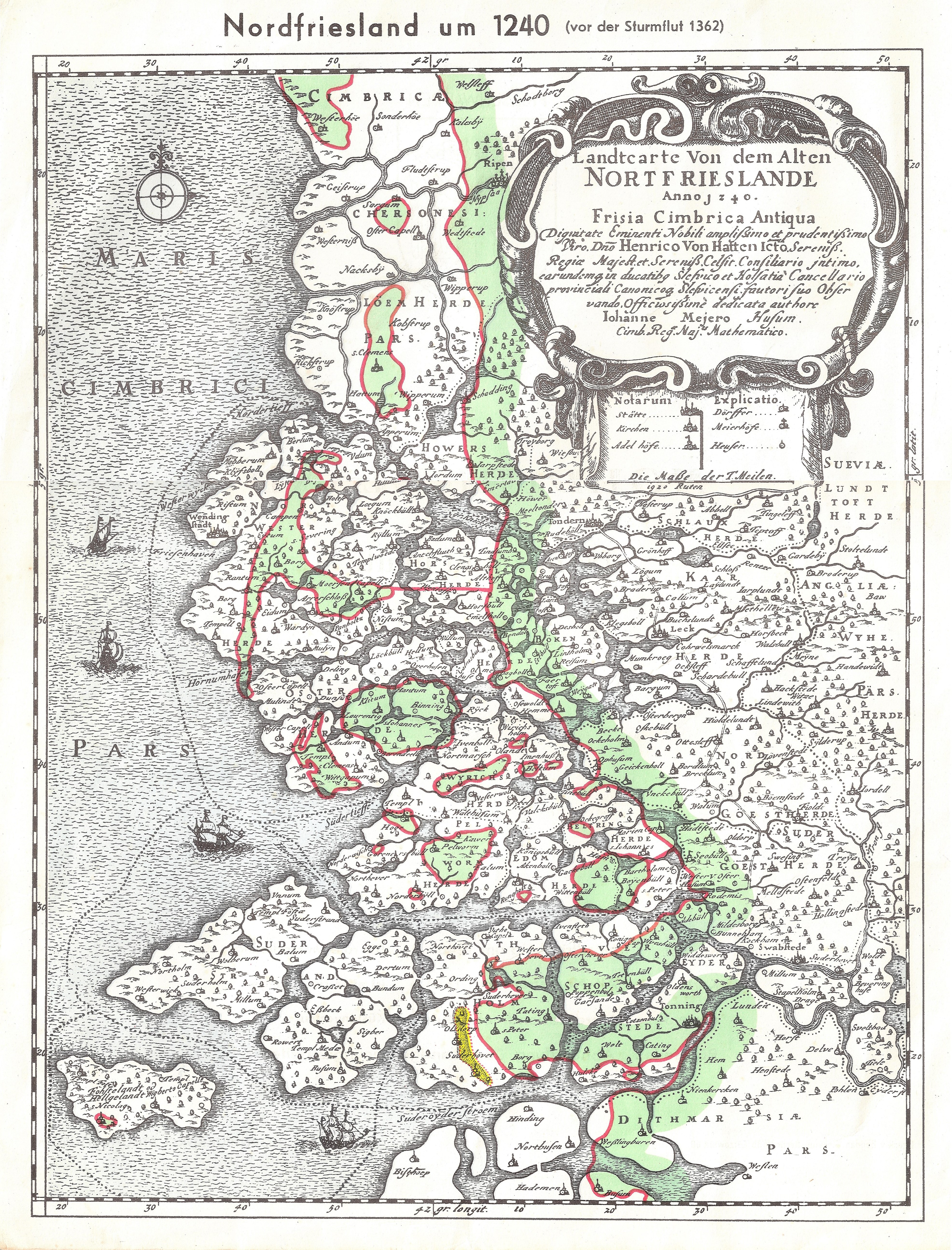
Nordfriesland-Karte um 1240 (vor der Sturmflut 1362) von J. Mejer.

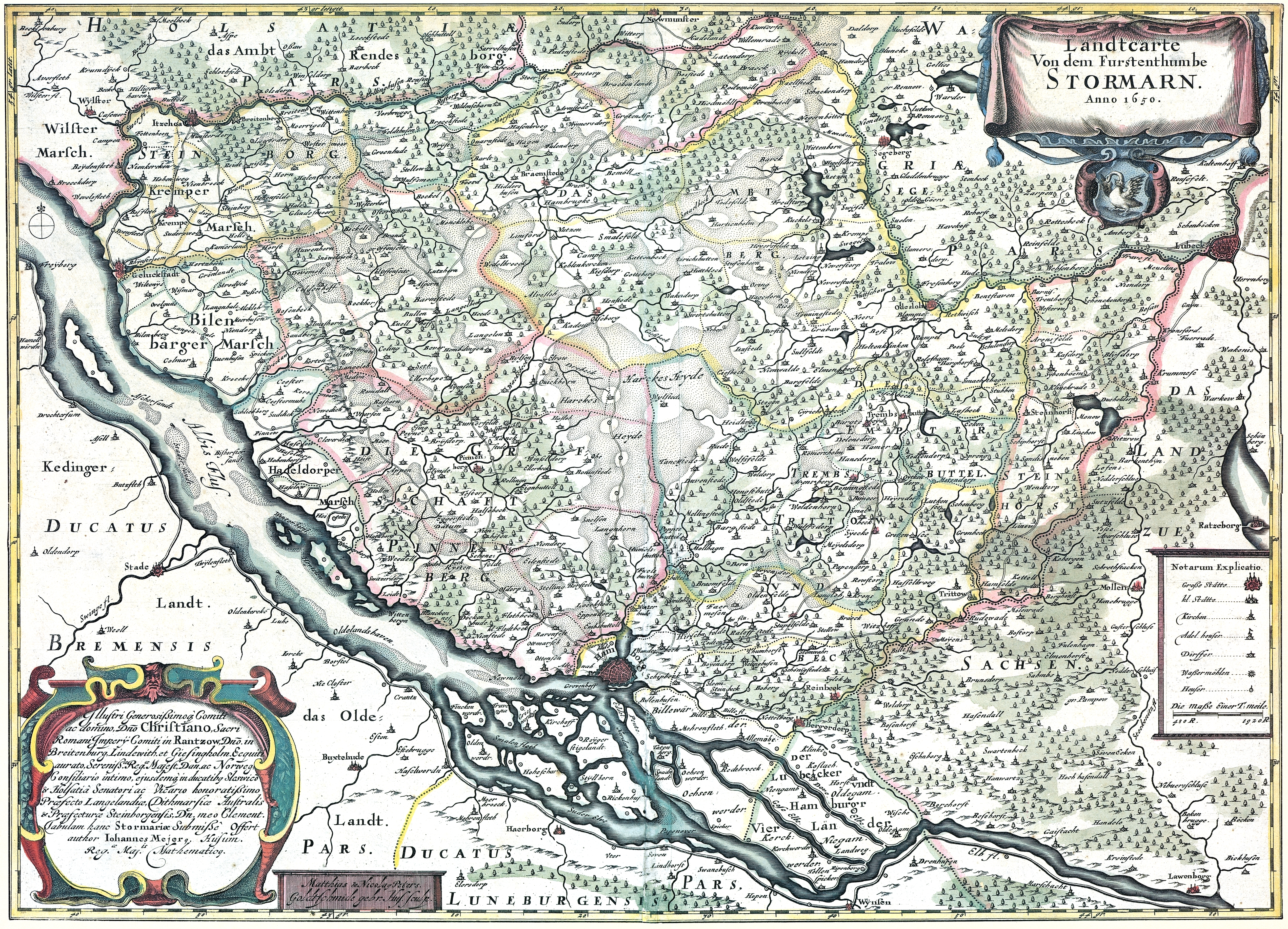
Landtcarte von dem Fürstenthumbe Stormarn, anno 1650 von J. Mejer

Johannes Mejer war der Sohn des gleichnamigen Pastors von Husum. Seine Mutter Elisabeth Jüngling war die Tochter des Organisten Johannes Jüngling (1522–1627) von Bovenau. Sein genaues Geburtsdatum ist nicht bekannt. Er wurde am 12. Oktober 1606 getauft.
Der frühe Tod des Vaters 1617 ließ die Familie in Armut zurück. Mit Unterstützung seines Onkels Bernhard Mejer studierte Mejer in Kopenhagen Mathematik und Astronomie. In der Universität lernte er die Grundlagen der dort seit Tycho Brahe gepflegten Kartografie kennen. Nach Husum um 1629 zurückgekehrt, betätigte sich Johannes Mejer als Lehrer, Gelegenheitsdichter, Kalendermacher und Kartograf. 1635 und 1636 war Mejer für Herzog Friedrich III. von Schleswig-Holstein-Gottorf tätig. Mit dessen Unterstützung unternahm er 1637 eine Studienreise nach Holland. Im Auftrag des Herzogs stellte Mejer im Jahr 1641 einen Atlas des Amtes Apenrade fertig. Unterstützung bekam er vom Apenrader Amtsverwalter Joachim Danckwerth. Erfolgreich meisterte Mejer die Aufgabe, die Schlei mit ihren Heringszäunen zu kartieren. Zwei Exemplare des Schlei-Atlas mit 40 bzw. 43 Karten sind überliefert. Eines befindet sich im Landesarchiv Schleswig-Holstein, das andere in der königlichen Bibliothek in Kopenhagen. 1639 zeichnete Johannes Mejer die wohl älteste brauchbare Karte der Insel Helgoland Nova Tabula Helgolandiae.
1647 veranlasste König Christian IV. Johannes Mejers Ernennung zum königlichen Mathematiker. Der dänische König beauftragte Mejer, zunächst die Westküste von Schleswig-Holstein aufzunehmen. In dem Faltblatt Nordfriesland – früher und heute heißt es: „Diese beiden Nordfriesland-Karten vom Jahre 1240 und 1634 stammen von dem Husumer Kartographen Johannes Meyer. Er fertigte diese Karten im Jahre 1649 an. Für die Herstellung dieser Zeichnungen und deren Umrisse muss er genaue Unterlagen gehabt haben.“
1652 erschien Caspar Danckwerths Neue Landesbeschreibung der zwei Herzogtümer Schleswig und Holstein mit 40 Karten und Stadtgrundrissen von Mejer. Vorbild für Danckwerths Landbeschreibung war der 1645 veröffentlichte Novus Atlas des Willem Janszoon Blaeu. Die meisten Karten von Mejer wurden von den Brüdern Mathias und Nicolaus Petersen künstlerisch ausgestaltet und von den Brüdern Andreas und Christian Lorenzen – genannt Rodtgießer – in Kupferplatten gestochen. Seine Karten der Herzogtümer Schleswig und Holstein dienten noch Jahrzehnte namhaften Kartografen und Verlegern (Janssonius, Visscher, Schenk, Homann, Seutter, Lotter und anderen) als Basis. Mejer konnte davon jedoch nicht finanziell profitieren, denn Danckwerths Witwe verkaufte die Kupferplatten im Jahre 1657 an den holländischen Verleger Joan Blaeu und enthielt Mejer seinen Anteil am Gewinn vor.
Mejer fühlte sich zeitlebens dem großen dänischen Astronomen Tycho Brahe verpflichtet. Dessen Weltmodell hatte er sich zu eigen gemacht und 1651 eine Darstellung davon in Kupfer stechen lassen.
Johannes Mejer starb Anfang Juni 1674 und wurde am 10. Juni beerdigt. Sein Nachlass wird in der königlichen Bibliothek in Kopenhagen aufbewahrt.